# Birol Pekel
Birol Pekel (* 18. August 1938 in Istanbul; † 7. Februar 2004 ebenda) war ein türkischer Fußballspieler, -trainer, -funktionär, Schauspieler und ehemaliger Basketballspieler. Durch seine langjährigen Tätigkeiten für Beşiktaş Istanbul und Fenerbahçe Istanbul wird er sehr stark mit diesen Vereinen assoziiert und von beiden Vereinen als einer ihrer legendärsten Spieler angesehen. Er war ein wichtiger Teil jener Beşiktaş-Mannschaft, die zum ersten Mal die türkische Meisterschaft und Teil jener Fenerbahçe-Mannschaft, die zum ersten Mal zwei Mal hintereinander die türkische Meisterschaft gewinnen konnte. Zudem gehörte er in der Saison 1967/68 jener Mannschaft an, die das erste türkische Double der Vereinsgeschichte holte. Pekel wurde immer zusammen mit seinem langjährigen Teamkameraden Şenol Birol erwähnt und spielte mit diesem bei Beşiktaş, Fenerbahçe und Rizespor. Pekel galt als wichtigster Vorlagengeber Birols. Das Offensivduo war so erfolgreich und beliebt, dass die Fans den Fangesang in Reimform Şenol-Birol gol (sinngemäß zu dt.: Şenol! Birol! Ein Tor!) für sie komponierten. 1965 spielte er die Nebenrolle in einem Kinospielfilm, der den Namen des Fanreims trug.

## Spielerkarriere

### Verein
Pekel kam im Istanbuler Stadtteil Kadıköy, dem Heimatviertel des türkischen Sportklubs Fenerbahçe Istanbul, als eins von drei Kindern der Familie auf die Welt. Als Teenager besuchte er das renommierte İstanbul Ticaret Lisesi (dt.: Istanbuler Handelsgymnasium) und machte hier Bekanntschaft mit dem Vereinssport. Nachdem seine sportliche Begabung sich herumgesprochen hatte, wurde er vom Istanbuler Klub Beylerbeyi SK als Basketballspieler verpflichtet. Während seiner Tätigkeit für Beylerbeyi wurde Pekel von Hakkı Yeten, einem ehemaligen Fußballspieler und Vereinsfunktionär von Beşiktaş Istanbul, auf sein Talent angesprochen und darauf hingewiesen, dass er beim Fußball erfolgreicher wäre. Diesem Rat Yetens folgend begann Pekel auch für die Fußballmannschaft Beylerbeyis zu spielen und behauptete sich auch in dieser Sportart. Nach einer anderen Quelle spielte er auch für Sarıyer GK.
Von Beylerbeyi SK wechselte er Anfang Juli 1959 gegen eine Ablösesumme von 20.000 Türkischen Lira zu Beşiktaş Istanbul. Mit seinem neuen Klub spielte Pekel in der Millî Lig (der heutigen Süper Lig). Diese Liga wurde im Frühjahr 1959 als die erste landesweit ausgelegte Nationalliga der Türkei gegründet und löste die regionalen Ligen in den größeren Ballungszentren, wie z. B. die İstanbul Profesyonel Ligi (dt. Istanbuler Profiliga), als höchste und einzige türkische Spielklasse ab. Pekel etablierte sich bei Beşiktaş auf Anhieb als Stammspieler und Leistungsträger. Sein Klub übernahm die Tabellenführung und beendete die Saison als Türkischer Meister, als 2. türkischer Meister. Damit gehörte Birol zu jenem Kader, der die erste Meisterschaft für Beşiktaş holte. Birol bildete mit seinem Teamkollegen Ahmet Özacar, Arif Özataç, Nazmi Bilge und Şenol Birol die Offensive Beşiktaş', trug mit 14 Ligatoren und etlichen Vorlagen zu diesem Titel bei und war damit hinter Özataç der zweiterfolgreichste Torschütze seiner Mannschaft. Bereits in dieser Spielzeit wurde von der türkischen Fachpresse besonders Pekels Zusammenspiel mit Şenol Birol hervorgehoben. Mit Pekel sollte Birol mehrere Jahre zusammenspielen und als dessen wichtigster Torlagengeber in Erinnerung bleiben. In den nächsten drei Saisons verfehlte zwar Beşiktaş die Meisterschaft, Pekel selbst spielte entgegen seiner ersten Saison für Beşiktaş fortan als Linksaußen oder im linken Mittelfeld und etablierte sich allmählich zu einem der besten Vorlagengeber der Liga. Die Saison 1963/64 beendete seine Mannschaft als Vizemeister.
Bereits vor Ende der Saison 1962/63 bekundete der Erzrivale Fenerbahçe Istanbul Interesse an Pekel und besonders dessen Sturmpartner Şenol Birol. Da sich beide Mannschaften noch im Meisterschaftskampf befanden, sorgte dieser Anwerbeversuch von Fenerbahçe für einen Eklat. Die Verantwortlichen von Beşiktaş erklärten im Gegenzug, auch einige Spieler von Fenerbahçe verpflichten zu wollen. Dieser Verein verhandelte indessen unbeirrt mit den beiden Spielern und einigte sich mit beiden. Beide Spieler gerieten durch die drei letzten titellosen Spielzeiten vermehrt in die Kritik und waren deswegen einem Wechsel nicht abgeneigt. Beşiktaş lehnte unter der Führung des Vereinspräsidenten Hakkı Yeten eine Abgabe der beiden Spieler ab und betonte die Stürmer nur für eine Ablösesumme von jeweils 100.000 Türkischen Lira ziehen zu lassen. Nach diesen Entwicklungen wartete Galatasaray Istanbul das Saisonende ab und bot Beşiktaş für die beiden Stürmer 100.000 Lira an. Fenerbahçe reagierte daraufhin schneller und nahm Anfang Juli 1963 erst Pekel unter Vertrag und einen Tag später  Birol. Da bei diesem Wechsel keine Einigung mit Beşiktaş erzielt worden war, erklärte dieser Klub die Verträge für ungültig und kündigte rechtliche Schritte an. Nach mehrwöchigem Warten schaltete sich der türkische Fußballverband in die Geschehnisse ein, erklärte den Transfer für rechtens und verpflichtete Fenerbahçe zur Zahlung einer Ablösesumme von 162.000 Lira an Beşiktaş. Bei seinem neuen Klub etablierte sich Pekel auf Anhieb als Stammspieler. Die Saison beendete er mit Fenerbahçe vor seinem alten Verein Beşiktaş als türkischer Meister. Pekel erzielte in dieser Saison vier Ligatore und bereitete etliche Tore vor. Die nachfolgende Saison 1964/65 gelang ihm mit seinem Team Titelverteidigung in der Meisterschaft, die erste der Vereinsgeschichte.
Im Sommer 1966 verkaufte Fenerbahçe Pekels langjährigen Sturmpartner. Pekel selbst spielte noch zwei Spielzeiten lang für Fenerbahçe, blieb aber während dieser Zeit eher ein Ergänzungsspieler und kam nur zu sporadischen Einsätzen. In der Saison 1967/68 konnte er mit seinem Team zum dritten Mal die türkische Meisterschaft und zusätzlich den Türkischen Pokal holen. Dadurch gehörte auch Pekel zu jenem Kader Fenerbahçes, der das erste Double der Vereinsgeschichte holen konnte. Im April 1968 wurde Pekel von seinem Cheftrainer Ignác Molnár aus dem Mannschaftskader suspendiert.
Nachdem Pekel bei Fenerbahçe suspendiert wurde, wechselte er im Sommer 1968 zum Drittligisten Rizespor und folgte damit seinem langjährigen Sturmpartner Şenol Birol. Dieser war beim Verein seiner Heimatstadt Rize als Spielertrainer eingestellt worden und holte als eine seiner ersten Amtshandlungen Pekel zu seiner Mannschaft.
Am 21. Juni 1969 beendete Pekel mit einer Abschiedsbegegnung, in der Fenerbahçe gegen eine Auswahlmannschaft spielte, seine Karriere.

### Nationalmannschaft
Pekel begann seine Nationalmannschaftskarriere im September 1958 mit einem Einsatz für die türkische U-18-Nationalmannschaft.
Im Juni 1960 wurde er vom Nationaltrainer Ignác Molnár im Rahmen eines Testspiels gegen die schottische Nationalmannschaft zum ersten Mal für das Aufgebot der türkischen Nationalmannschaft nominiert und gab in dieser Begegnung sein A-Länderspieldebüt. Bis zum September 1964 kam er in neun weiteren A-Länderspielen zum Einsatz und erzielte ein Tor.
Zudem absolvierte er zwischen 1960 und 1962 vier Spiele für die türkische B-Nationalmannschaft, der damaligen zweiten Auswahl der türkischen Nationalmannschaft und erzielte ein Tor.

## Trainer-, Sportjournalisten- und Funktionärskarriere
Im Sommer 1975 übernahm Pekel den Zweitligisten Antalyaspor als Cheftrainer und trainierte diesen vier Monate lang.
Anschließend begann er als Sportjournalist für die Tageszeitung Hürriyet tätig zu sein. Neben seiner Journalistentätigkeit war er auch bei Fenerbahçe als Vereinsfunktionär tätig. Im September 1987 übernahm er für ein Spiel interimsweise den Cheftrainerposten von Fenerbahçe und übergab den an den neuen Cheftrainer Pál Csernai.
Pekel war auch im Vereinsvorstand (türkisch: Yüksek Divan Kurulu) Fenerbahçes aktiv und blieb bis zu seinem Tod Vorstandsmitglied.

## Trivia
- 1964 initiierte der Verein Galatasaray Istanbul die Produktion des Spielfilms Taçsız Kral in der sein Stürmerstar Metin Oktay mitspielte. Das von Ertem Eğilmez produzierte und von dem bekannten Regisseur Atıf Yılmaz gedrehte Drama wurde zu einem Hit und trug zur Popularität von Galatasaray und Metin Oktay bei.[19] Um es seinem Erzrivalen gleichzutun, ließ Fenerbahçe Istanbul den Konkurrenzfilm Şenol Birol Gool drehen, dessen Titel auf einen Fanreim und gleichzeitig einen Spitznamen Birols beruhte. In diesem spielte Şenol Birol die Hauptrolle und erhielt dafür eine Gage von 55.000 Lira. Die weibliche Hauptrolle spielte Fatma Girik. Birols langjähriger Sturmpartner Birol Pekel übernahm ebenfalls eine Nebenrolle.[2]

## Erfolge
Mit Beşiktaş Istanbul
- Türkischer Meister: 1959/60
- Türkischer Vizemeister: 1962/63

Mit Fenerbahçe Istanbul
- Türkischer Meister: 1963/64, 1964/65, 1967/68
- Türkischer Pokalsieger: 1967/68
- Türkischer Pokalfinalist: 1964/65

## Tod
Pekel verstarb am 7. Februar 2004 in Istanbul. Er wurde einen Tag später nach dem Mittagsgebet in der Istanbuler Fenerbahçe-Moschee beigesetzt.